# 罗拔 (北魏)
罗拔（？—？），鲜卑姓叱罗氏，鲜卑名乌拔，代人，北魏官员。

## 生平
罗拔历任殿中尚书，获赐爵济南公。皇兴四年（470年），柔然可汗予成进犯北魏边境，九月丙寅（10月15日），魏献文帝拓跋弘派京兆王拓跋子推和东阳公元丕都督各路军队从西道出兵，任城王拓跋云等人都督军队从东道出兵，汝阴王拓跋天赐和济南公罗拔都督军队作为前锋，陇西王源贺都督各路军队作为后续部队，众将在女水之滨汇合，魏献文帝亲自誓众，挑选精兵五千人出战，柔然大败，逃奔三十余里，被斩首五万，一万余人投降。承明元年十月辛未（476年11月17日），罗拔进爵为济南王，出任安西大将军、吏部尚书，太和七年七月甲申（483年8月26日），罗拔改封赵郡王，后依例降为赵郡公。罗拔死后，朝廷赠予使持节、镇南大将军、定州刺史，谥号靖王  ，陪葬金陵。

## 家庭

### 父亲
- 罗斤，北魏开府、平西将军、长安镇大将、库部尚书、带方康公

### 兄弟
- 罗敦，北魏库部尚书、带方恭公

### 子女
- 罗德，北魏散骑常侍、赵郡王[8]
- 罗道生，北魏肆州安北府外兵参军